# Gertrudia
Gertrudia là một chi rêu trong họ Pottiaceae.